# Coppa del Mondo di nuoto 2011
La XXIII edizione della Coppa del Mondo di nuoto (FINA/Arena Swimming World Cup 2011) si disputò complessivamente tra il 7 ottobre e il 13 novembre 2011.
Le tappe in programma furono sette: per la prima volta la Coppa arrivò negli Emirati Arabi Uniti, a Dubai, mentre le altre sei tappe furono le stesse dell'edizione precedente.
Il sudafricano Chad le Clos dominò la classifica maschile aggiudicandosi la Coppa per la prima volta. In campo femminile la svedese Therese Alshammar conquistò il trofeo per la quarta volta, la seconda consecutiva.

## Calendario
| Cluster | # | Date             | Sede                       | Impianto                              |
| ------- | - | ---------------- | -------------------------- | ------------------------------------- |
| Asia 1  | 1 | 7 - 8 ottobre    | Dubai, Emirati Arabi Uniti | Dubai Sports Complex                  |
| Europa  | 2 | 15 - 16 ottobre  | Stoccolma, Svezia          | Eriksdalsbadet                        |
| Europa  | 3 | 18 - 19 ottobre  | Mosca, Russia              | Olympiisky Tcenter                    |
| Europa  | 4 | 22 - 23 ottobre  | Berlino, Germania          | Europa-Sportpark                      |
| Asia 2  | 5 | 4 - 5 novembre   | Singapore                  | Singapore Sports School               |
| Asia 2  | 6 | 8 - 9 novembre   | Pechino, Cina              | Centro acquatico nazionale            |
| Asia 2  | 7 | 12 - 13 novembre | Tokyo, Giappone            | Tatsumi International Swimming Center |

## Classifiche finali

### Maschile
| Pos.    | Atleta             | Nazionale   | Tot. | Emirati Arabi Uniti (bandiera) | Svezia (bandiera) | Russia (bandiera) | Germania (bandiera) | Singapore (bandiera) | Cina (bandiera) | Giappone (bandiera) |
| ------- | ------------------ | ----------- | ---- | ------------------------------ | ----------------- | ----------------- | ------------------- | -------------------- | --------------- | ------------------- |
| Oro     | Chad le Clos       | Sudafrica   | 176  | 25                             | 16                | 20                | 25                  | 25                   | 25              | 40                  |
| Argento | Hidemasa Sano      | Giappone    | 90   | -                              | 25                | 25                | 20                  | -                    | -               | 20                  |
| Bronzo  | Marco Koch         | Germania    | 65   | 20                             | 5                 | -                 | 2                   | 16                   | 16              | 6                   |
| 4       | Naoya Tomita       | Giappone    | 52   | -                              | 7                 | 2                 | -                   | 20                   | 13              | 10                  |
| 5       | Takeshi Matsuda    | Giappone    | 50   | -                              | -                 | -                 | -                   | -                    | -               | 50                  |
| 6       | Michael Phelps     | Stati Uniti | 32   | -                              | -                 | 16                | 16                  | -                    | -               | -                   |
| 6       | Kazuya Kaneda      | Giappone    | 32   | -                              | -                 | -                 | -                   | -                    | -               | 32                  |
| 6       | Daiya Seto         | Giappone    | 32   | -                              | 13                | -                 | 5                   | -                    | -               | 14                  |
| 9       | Kenneth To         | Australia   | 31   | -                              | 20                | 10                | 1                   | -                    | -               | -                   |
| 10      | Ryō Tateishi       | Giappone    | 26   | -                              | -                 | -                 | -                   | -                    | -               | 26                  |
| 11      | Paul Biedermann    | Germania    | 23   | -                              | 3                 | 13                | 7                   | -                    | -               | -                   |
| 12      | Sun Xiaolei        | Cina        | 20   | -                              | -                 | -                 | -                   | -                    | 20              | -                   |
| 13      | Kōsuke Hagino      | Giappone    | 17   | -                              | -                 | -                 | -                   | 13                   | -               | 4                   |
| 13      | Christopher Wright | Australia   | 17   | -                              | -                 | -                 | -                   | 10                   | 7               | -                   |
| 15      | Evgenij Korotyškin | Russia      | 16   | 10                             | -                 | 3                 | 3                   | -                    | -               | -                   |

### Femminile
| Pos.    | Atleta            | Nazionale     | Tot. | Emirati Arabi Uniti (bandiera) | Svezia (bandiera) | Russia (bandiera) | Germania (bandiera) | Singapore (bandiera) | Cina (bandiera) | Giappone (bandiera) |
| ------- | ----------------- | ------------- | ---- | ------------------------------ | ----------------- | ----------------- | ------------------- | -------------------- | --------------- | ------------------- |
| Oro     | Therese Alshammar | Svezia        | 145  | -                              | 16                | 16                | 13                  | 25                   | 25              | 50                  |
| Argento | Missy Franklin    | Stati Uniti   | 70   | -                              | -                 | 25                | 25(+20)             | -                    | -               | -                   |
| Bronzo  | Choi Hye-Ra       | Corea del Sud | 60   | -                              | 3                 | 2                 | -                   | 16                   | 7               | 32                  |
| 4       | Blair Evans       | Australia     | 46   | -                              | -                 | -                 | -                   | 20                   | 20              | 6                   |
| 5       | Lu Ying           | Cina          | 42   | -                              | 13                | 13                | -                   | -                    | 16              | -                   |
| 6       | Allison Schmitt   | Stati Uniti   | 40   | -                              | -                 | 20                | 20                  | -                    | -               | -                   |
| 6       | Aya Terakawa      | Giappone      | 40   | -                              | -                 | -                 | -                   | -                    | -               | 40                  |
| 8       | Angie Bainbridge  | Australia     | 30   | -                              | 20                | -                 | 10                  | -                    | -               | -                   |
| 9       | Daryna Zevina     | Ucraina       | 27   | 25                             | -                 | -                 | 2                   | -                    | -               | -                   |
| 10      | Ueda Haruka       | Giappone      | 26   | -                              | -                 | -                 | -                   | -                    | -               | 26                  |
| 11      | Sarah Sjöström    | Svezia        | 25   | -                              | 25                | -                 | -                   | -                    | -               | -                   |
| 12      | Melissa Ingram    | Nuova Zelanda | 23   | -                              | -                 | -                 | -                   | -                    | 13              | 10                  |
| 13      | Cate Campbell     | Australia     | 21   | -                              | -                 | -                 | -                   | 7                    | -               | 14                  |
| 13      | Izumi Katō        | Giappone      | 21   | 16                             | 2                 | 3                 | -                   | -                    | -               | -                   |
| 15      | Yuka Katō         | Giappone      | 20   | -                              | -                 | -                 | -                   | -                    | -               | 20                  |

## Vincitori

### Dubai
Fonte
| Gara         | Atleti                                          | Perf.                   | Gara  | Atleti                           | Perf.           | Gara   | Atleti                      | Perf.           |
| ------------ | ----------------------------------------------- | ----------------------- | ----- | -------------------------------- | --------------- | ------ | --------------------------- | --------------- |
| Stile libero |                                                 |                         |       |                                  |                 |        |                             |                 |
| 50 m         | Krisztián Takács Jason Dunford Marleen Veldhuis | \| 21"78 \| \| 24"14 \| | 200 m | Kai Wai David Wong Wang Shijia   | 1'46"70 1'56"76 | 800 m  | Špela Bohinc                | 8'45"43         |
| 100 m        | Jason Dunford Ranomi Kromowidjojo               | 47"95 52"88             | 400 m | Samuel Pizzetti Petra Granlund   | 3'45"45 4'15"53 | 1500 m | Samuel Pizzetti             | 14"56"85        |
| Dorso        |                                                 |                         |       |                                  |                 |        |                             |                 |
| 50 m         | Masafumi Yamaguchi Miyuki Takemura              | 24"17 27"12             | 100 m | Masafumi Yamaguchi Daryna Zevina | 52"28 58"18     | 200 m  | Chad le Clos Daryna Zevina  | 1'55"95 2'02"94 |
| Rana         |                                                 |                         |       |                                  |                 |        |                             |                 |
| 50 m         | Marco Koch Liu Xiaoyu                           | 27"51 30"52             | 100 m | Marco Koch Liu Xiaoyu            | 59"07 1'04"79   | 200 m  | Marco Koch Fan Rong         | 2'04"97 2'22"58 |
| Farfalla     |                                                 |                         |       |                                  |                 |        |                             |                 |
| 50 m         | Jason Dunford Marleen Veldhuis                  | 23"33 26"02             | 100 m | Chad le Clos Wang Junyao         | 50"66 58"05     | 200 m  | Chad le Clos Petra Granlund | 1'52"55 2'09"71 |
| Misti        |                                                 |                         |       |                                  |                 |        |                             |                 |
| 100 m        | Chad le Clos Hang Yu Sze                        | 53"48 1'01"53           | 200 m | Chad le Clos Izumi Katō          | 1'55"14 2'09"04 | 400 m  | Chad le Clos Izumi Katō     | 4'04"68 4'34"52 |
| 21"78        |                                                 |                         |       |                                  |                 |        |                             |                 |
| 24"14        |                                                 |                         |       |                                  |                 |        |                             |                 |

### Stoccolma
Fonte
| Gara         | Atleti                            | Perf.       | Gara  | Atleti                              | Perf.           | Gara   | Atleti                         | Perf.           |
| ------------ | --------------------------------- | ----------- | ----- | ----------------------------------- | --------------- | ------ | ------------------------------ | --------------- |
| Stile libero |                                   |             |       |                                     |                 |        |                                |                 |
| 50 m         | Stefan Nystrand Therese Alshammar | 21"70 23"80 | 200 m | Paul Biedermann Sarah Sjöström      | 1'43"44 1'52"92 | 800 m  | Evelyn Verrasztó               | 8'20"78         |
| 100 m        | Stefan Nystrand Sarah Sjöström    | 47"08 52"44 | 400 m | Paul Biedermann Angie Bainbridge    | 3'43"45 4'03"02 | 1500 m | Pál Joensen                    | 14'52"00        |
| Dorso        |                                   |             |       |                                     |                 |        |                                |                 |
| 50 m         | Flori Lang Rachel Goh             | 24"46 26"63 | 100 m | Kenneth To Rachel Goh               | 52"02 57"55     | 200 m  | Chad le Clos Belinda Hocking   | 1'54"33 2'05"76 |
| Rana         |                                   |             |       |                                     |                 |        |                                |                 |
| 50 m         | Glenn Snyders Jennie Johansson    | 27"04 30"05 | 100 m | Alexander Dale Oen Jennie Johansson | 58"30 1'05"27   | 200 m  | Naoya Tomita Hye Jin Kim       | 2'05"13 2'22"41 |
| Farfalla     |                                   |             |       |                                     |                 |        |                                |                 |
| 50 m         | Geoff Huegill Therese Alshammar   | 22"70 25"23 | 100 m | Tyler McGill Therese Alshammar      | 51"04 55"99     | 200 m  | Hidemasa Sano Gong Jie         | 1'51"33 2'03"91 |
| Misti        |                                   |             |       |                                     |                 |        |                                |                 |
| 100 m        | Kenneth To Theresa Michalak       | 52"02 59"30 | 200 m | Daiya Seto Erica Morningstar        | 1'54"65 2'07"90 | 400 m  | Chad le Clos Zsuzsanna Jakabos | 4'03"10 4'29"65 |

### Mosca
Fonte
| Gara         | Atleti                           | Perf.         | Gara  | Atleti                           | Perf.           | Gara   | Atleti                        | Perf.           |
| ------------ | -------------------------------- | ------------- | ----- | -------------------------------- | --------------- | ------ | ----------------------------- | --------------- |
| Stile libero |                                  |               |       |                                  |                 |        |                               |                 |
| 50 m         | Brent Hayden Therese Alshammar   | 21"65 24"27   | 200 m | Paul Biedermann Missy Franklin   | 1'43"15 1'53"72 | 800 m  | Elena Sokolova                | 8'21"82         |
| 100 m        | Nikita Lobincev Missy Franklin   | 47"32 52"80   | 400 m | Paul Biedermann Allison Schmitt  | 3'40"40 4'02"23 | 1500 m | Stefan Sorak                  | 15'04"07        |
| Dorso        |                                  |               |       |                                  |                 |        |                               |                 |
| 50 m         | Vitaliy Borisov Rachel Goh       | 24"22 56"91   | 100 m | Cheng Feiyi Missy Franklin       | 52"14 57"39     | 200 m  | Michael Phelps Missy Franklin | 1'53"24 2'03"61 |
| Rana         |                                  |               |       |                                  |                 |        |                               |                 |
| 50 m         | Li Xiayan Valentina Artem'eva    | 26"87 30"23   | 100 m | Naoya Tomita Valentina Artem'eva | 58"81 1'06"35   | 200 m  | Naoya Tomita Kanako Watanabe  | 2'06"51 2'20"94 |
| Farfalla     |                                  |               |       |                                  |                 |        |                               |                 |
| 50 m         | Geoff Huegill Therese Alshammar  | 22"96 25"06   | 100 m | Evgenij Korotyškin Lu Ying       | 50"72 56"63     | 200 m  | Hidemasa Sano Gong Jie        | 1'51"62 2'04"32 |
| Misti        |                                  |               |       |                                  |                 |        |                               |                 |
| 100 m        | Michael Phelps Erica Morningstar | 52"19 1'00"57 | 200 m | Chad le Clos Erica Morningstar   | 1'55"26 2'08"46 | 400 m  | Daiya Seto Izumi Katō         | 4'07"16 4'34"00 |

### Berlino
Fonte
| Gara         | Atleti                            | Perf.       | Gara  | Atleti                               | Perf.           | Gara   | Atleti                        | Perf.           |
| ------------ | --------------------------------- | ----------- | ----- | ------------------------------------ | --------------- | ------ | ----------------------------- | --------------- |
| Stile libero |                                   |             |       |                                      |                 |        |                               |                 |
| 50 m         | Sergej Fesikov Therese Alshammar  | 21"45 23"67 | 200 m | Paul Biedermann Allison Schmitt      | 1'42"42 1'52"08 | 800 m  | Lotte Friis                   | 8'16"99         |
| 100 m        | Brent Hayden Missy Franklin       | 47"06 52"09 | 400 m | Paul Biedermann Allison Schmitt      | 3'41"19 3'59"71 | 1500 m | Sébastien Rouault             | 14'48"38        |
| Dorso        |                                   |             |       |                                      |                 |        |                               |                 |
| 50 m         | Cheng Feiyi Rachel Goh            | 23"79 26"80 | 100 m | Aschwin Wildeboer Missy Franklin     | 50"23 56"73     | 200 m  | Michael Phelps Missy Franklin | 1'50"34 2'00"03 |
| Rana         |                                   |             |       |                                      |                 |        |                               |                 |
| 50 m         | Glenn Snyders Valentina Artem'eva | 26"88 30"04 | 100 m | Glenn Snyders Jennie Johansson       | 57"82 1'05"60   | 200 m  | Marco Koch Kanako Watanabe    | 2'04"61 2'20"03 |
| Farfalla     |                                   |             |       |                                      |                 |        |                               |                 |
| 50 m         | Geoff Huegill Therese Alshammar   | 22"67 25"18 | 100 m | Evgenij Korotyškin Therese Alshammar | 50"04 55"62     | 200 m  | Chad le Clos Choi Hye Ra      | 1'50"15 2'04"48 |
| Misti        |                                   |             |       |                                      |                 |        |                               |                 |
| 100 m        | Michael Phelps Francesca Halsall  | 51"65 58"73 | 200 m | Michael Phelps Erica Morningstar     | 1'51"89 2'06"97 | 400 m  | Michael Phelps Izumi Katō     | 4'01"49 4'31"39 |

### Singapore
Fonte
| Gara         | Atleti                             | Perf.       | Gara  | Atleti                         | Perf.           | Gara   | Atleti                       | Perf.           |
| ------------ | ---------------------------------- | ----------- | ----- | ------------------------------ | --------------- | ------ | ---------------------------- | --------------- |
| Stile libero |                                    |             |       |                                |                 |        |                              |                 |
| 50 m         | Lu Zhiwu Therese Alshammar         | 21"56 23"98 | 200 m | Chad le Clos Blair Evans       | 1'43"80 1'55"48 | 800 m  | Jessica Pengelly             | 8'22"05         |
| 100 m        | Cameron McEvoy Emma McKeon         | 47"33 52"41 | 400 m | David McKeon Blair Evans       | 3'42"82 4'01"15 | 1500 m | David McKeon                 | 14'56"90        |
| Dorso        |                                    |             |       |                                |                 |        |                              |                 |
| 50 m         | Jérémy Stravius Rachel Goh         | 23"76 26"73 | 100 m | Jérémy Stravius Rachel Goh     | 51"80 57"30     | 200 m  | Omar Pinzón Alexianne Castel | 1'56"27 2'04"85 |
| Rana         |                                    |             |       |                                |                 |        |                              |                 |
| 50 m         | Christian Sprenger Leiston Pickett | 26"67 30"29 | 100 m | Christian Sprenger Kim Hye Jin | 57"91 1'05"78   | 200 m  | Naoya Tomita Kanako Watanabe | 1'04"93 2'20"32 |
| Farfalla     |                                    |             |       |                                |                 |        |                              |                 |
| 50 m         | Jason Dunford Therese Alshammar    | 22'92 25"01 | 100 m | Chad le Clos Therese Alshammar | 50"63 56"03     | 200 m  | Chad le Clos Choi Hye Ra     | 1'51"05 2'04"11 |
| Misti        |                                    |             |       |                                |                 |        |                              |                 |
| 100 m        | Chad le Clos Olivia Halicek        | 53"06 59"86 | 200 m | Chad le Clos Choi Hye Ra       | 1'54"06 2'08"40 | 400 m  | Chad le Clos Miyu Otsuka     | 4'06"14 4'31"35 |

### Pechino
Fonte
| Gara         | Atleti                             | Perf.       | Gara  | Atleti                             | Perf.           | Gara   | Atleti                     | Perf.           |
| ------------ | ---------------------------------- | ----------- | ----- | ---------------------------------- | --------------- | ------ | -------------------------- | --------------- |
| Stile libero |                                    |             |       |                                    |                 |        |                            |                 |
| 50 m         | Kyle Richardson Emma McKeon        | 21"75 24"15 | 200 m | Chad le Clos Blair Evans           | 1'43"62 1'54"81 | 800 m  | Zhou Lili                  | 8'18"79         |
| 100 m        | Kyle Richardson Emma McKeon        | 47"38 53"09 | 400 m | Robert Hurley Blair Evans          | 3'41"93 3'58"31 | 1500 m | Hao Yun                    | 14'40"15        |
| Dorso        |                                    |             |       |                                    |                 |        |                            |                 |
| 50 m         | Sun Xiaolei Zhao Jing              | 23"34 26"52 | 100 m | Sui Xiaolei Gao Chang              | 50"99 57"22     | 200 m  | Omar Pinzón Melissa Ingram | 1'50"46 2'03"00 |
| Rana         |                                    |             |       |                                    |                 |        |                            |                 |
| 50 m         | Christian Sprenger Leiston Pickett | 26"64 30"23 | 100 m | Christian Sprenger Leiston Pickett | 57"99 1'05"49   | 200 m  | Marco Koch Kanako Watanabe | 2'04"72 2'19"05 |
| Farfalla     |                                    |             |       |                                    |                 |        |                            |                 |
| 50 m         | Shi Feng Therese Alshammar         | 23"47 25"40 | 100 m | Chad le Clos Therese Alshammar     | 50"93 55"76     | 200 m  | Chad le Clos Choi Hye Ra   | 1'51"74 2'03"65 |
| Misti        |                                    |             |       |                                    |                 |        |                            |                 |
| 100 m        | Chad le Clos Jiao Liuyang          | 52"89 59"50 | 200 m | Chad le Clos Choi Hye Ra           | 1'55"04 2'07"72 | 400 m  | Chad le Clos Zhou Min      | 4'07"35 4'30"66 |

### Tokyo
Fonte
| Gara         | Atleti                             | Perf.       | Gara  | Atleti                         | Perf.           | Gara   | Atleti                      | Perf.           |
| ------------ | ---------------------------------- | ----------- | ----- | ------------------------------ | --------------- | ------ | --------------------------- | --------------- |
| Stile libero |                                    |             |       |                                |                 |        |                             |                 |
| 50 m         | Kenta Ito Cate Campbell            | 21"25 23"93 | 200 m | Chad le Clos Haruka Ueda       | 1'43"79 1'52"77 | 800 m  | Ren Luomeng                 | 8'22"59         |
| 100 m        | Kyle Richardson Cate Campbell      | 47"31 52"31 | 400 m | Robert Hurley Blair Evans      | 3'42"44 4'01"24 | 1500 m | Youhei Takiguchi            | 14'42"22        |
| Dorso        |                                    |             |       |                                |                 |        |                             |                 |
| 50 m         | Junya Koga Aya Terakawa            | 24"02 26"44 | 100 m | Junya Koga Aya Terakawa        | 51"21 56"28     | 200 m  | Omar Pinzón Melissa Ingram  | 1'51"15 2'03"39 |
| Rana         |                                    |             |       |                                |                 |        |                             |                 |
| 50 m         | Christian Sprenger Leiston Pickett | 26"54 30"28 | 100 m | Ryō Tateishi Kim Hye Jin       | 57"52 1'05"37   | 200 m  | Ryō Tateishi Rie Kanetou    | 2'03"49 2'19"72 |
| Farfalla     |                                    |             |       |                                |                 |        |                             |                 |
| 50 m         | Ryo Takayasu Therese Alshammar     | 22"68 25"35 | 100 m | Ryo Takayasu Therese Alshammar | 50"52 55"95     | 200 m  | Takeshi Matsuda Choi Hye Ra | 1'49"50 2'04"16 |
| Misti        |                                    |             |       |                                |                 |        |                             |                 |
| 100 m        | Takurou Fujii Zhao Jing            | 52"78 59"54 | 200 m | Kōsuke Hagino Choi Hye Ra      | 1'53"67 2'07"23 | 400 m  | Daiya Seto Miho Takahashi   | 4'02"44 4'29"98 |